# Syv beskidte ord
De syv beskidte ord er syv engelske ord, som komikeren George Carlin nævnede i sin monolog Seven Words You Can Never Say on Television ("syv ord, man ikke kan sige på tv"), udgivet i 1972 på albummet Class Clown. Det drejer sig om følgende ord:
- shit
- piss
- fuck
- cunt
- cocksucker
- motherfucker
- tits

| Sprog | Spire Denne artikel om sprog er en spire som bør udbygges. Du er velkommen til at hjælpe Wikipedia ved at udvide den. |